# Pieczeń

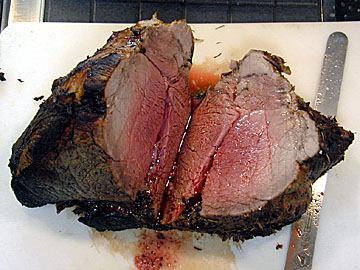
Pieczeń wołowa

Pieczeń – potrawa w formie mięsa (z wyjątkiem ryb) upieczonego (ewentualnie uduszonego) w jednym kawałku.